# N busz (Velence)
A velencei N jelzésű autóbusz a Lidón és Pellestrinán, a Piazzale Santa Maria Elisabetta és a Piazzale Caduti Giudecca között közlekedik, csak éjszaka. A viszonylatot az ACTV üzemelteti.

## Története
Az N járat története:
| Időszak   | Járat- szám | Megállók |
| --------- | ----------- | --- |
| 2008 – ma | N           | Piazzale Santa Maria Elisabetta – Piazzale Torta – Piazzale La Fontaine – Malamocco – Istituto San Camillo – Alberoni Via Ca’ Rossa – Faro Rocchetta – Santa Maria del Mare – Portosecco – La Rosa – Piazzale Caduti Giudecca |

## Útvonala
| Piazzale Santa Maria Elisabetta – Piazzale Caduti Giudecca | Piazzale Caduti Giudecca – Piazzale Santa Maria Elisabetta |
| --- | --- |
| - Piazzale Santa Maria Elisabetta - Via Sandro Gallo - Via Malamocco - Riva Giovanni Diacono - Via Alberoni - Via Ca’ Rossa - Strada della Droma - Strada Zaffi da Barca - Strada Comunale dei Murazzi - Piazzale Caduti Giudecca | - Piazzale Caduti Giudecca - Strada Comunale dei Murazzi - Strada Zaffi da Barca - Strada della Droma - Via Ca’ Rossa - Via Alberoni - Riva Giovanni Diacono - Via Malamocco - Via Sandro Gallo - Piazzale Santa Maria Elisabetta |

## Megállóhelyei
| sz. | idő (perc) | megállóhely neve                           | sz. | idő (perc) | átszállási kapcsolatok (nappal)                                                                             |
| --- | ---------- | ------------------------------------------ | --- | ---------- | --- |
| 0   | 0          | Piazzale Santa Maria Elisabetta            | 20  | 45         | 11, A, C, CA, CO, V; vízibuszok: 1, 2, 5.1, 5.2, 6, 8, 10, 14, 18, N, Alilaguna B, Alilaguna R, Alilaguna V |
| 1   | 1          | Via Sandro Gallo - Scuola Pisani           | 19  | 43         | A, C, CA, CO                                                                                                |
| 2   | 2          | Via Sandro Gallo - Incrocio via Bembo      | 18  | 42         | A, C, CA, CO                                                                                                |
| 3   | 3          | Via Sandro Gallo - Piazza Sant’Antonio     | ∫   | ∫          | A, C, CA, CO                                                                                                |
| 4   | 4          | Via Sandro Gallo - Piazzale Torta          | 17  | 39         | A, C, CA, CO                                                                                                |
| ∫   | ∫          | Via Sandro Gallo - Incrocio via Fuga       | 16  | 37         | A, C, V |
| 5   | 5          | Via Sandro Gallo - Incrocio via dei Giunta | ∫   | ∫          | A, C, V |
| 6   | 6          | Via Sandro Gallo - Incrocio via Giolito    | ∫   | ∫          | A, C, V, 11                                                                                                 |
| 7   | 7          | Malamocco -Incrocia via Alvisopoli         | 15  | 34         | A, V |
| 8   | 8          | Malamocco centro                           | 14  | 32         | A, 11 |
| 9   | 11         | Alberoni - Ospedale San Camillo            | 13  | 28         | A, 11 |
| 10  | 12         | Alberoni - Stella Maris                    | 12  | 27         | A, 11 |
| 11  | 13         | Alberoni - Strada della Droma              | 11  | 26         | A |
| 12  | 14         | Faro Rocchetta                             | 10  | 25         | A, 11 |
| 13  | 24         | Santa Maria del Mare                       | 9   | 14         | 11 |
| 14  | 27         | San Pietro in Volta centro                 | 8   | 11         | 11 |
| 15  | 28         | Porto Secco                                | 7   | 10         | 11 |
| 16  | 29         | Campo Sportivo                             | 6   | 9          | 11 |
| 17  | 31         | Ex Macello                                 | 5   | 6          | 11 |
| 18  | 32         | Cantiere Navale                            | 4   | 4          | 11 |
| 19  | 33         | San Antonio                                | 3   | 3          | 11 |
| 20  | 35         | Scuola Elementare                          | 2   | 2          | 11 |
| 21  | 36         | La Rosa                                    | 1   | 1          | 11 |
| 22  | 37         | Piazzale Caduti Giudecca                   | 0   | 0          | 11 |

Megjegyzés: A dőlttel szedett járatszámok időszakos (nyári) járatokat jelölnek.

## Megjegyzés
Éjjel 1.00 óra után van egy járat, amely csak Ca’ Biancáig jár.
A teljes útvonalon csak 7+6 járat megy végig, kb. óránkénti indulással. A többi a Faro Rocchetta megállóig jár csak.